# Adam Tuchajew
Adam Tuchajew, ukr. Адам Русланович Тухаєв (ur. 14 lutego 1988 w Kerczu) – ukraiński szachista, arcymistrz od 2007 roku.

## Kariera szachowa
W latach 1998–2006 wielokrotnie reprezentował Ukrainę na mistrzostwach świata i Europy juniorów, największy sukces odnosząc w 2006 r. w Hercegu Novim, gdzie zdobył brązowy medal ME do 18 lat. Był również wielokrotnym finalistą mistrzostw kraju juniorów, m.in. zdobywając medale złoty (Dniepropietrowsk 2005, do 18 lat) oraz brązowy (Odessa 2008, do 20 lat).
Normy na tytuł arcymistrza wypełnił na turniejach w Ałuszcie, w 2005 oraz dwukrotnie w 2007 roku. W 2007 r. zajął VII m. w rozegranych w Warszawie mistrzostwach Europy w szachach szybkich. W 2009 r. podzielił I m. (wspólnie z m.in. Antoanetą Stefanową, Dmitrijem Swietuszkinem i Azerem Mirzojewem) w otwartym turnieju w Retimnie, natomiast w 2010 r. zwyciężył (wspólnie z Abhijeetem Guptą) w Kawali.
Najwyższy ranking w dotychczasowej karierze osiągnął 1 września 2009 r., z wynikiem 2557 punktów zajmował wówczas 28. miejsce wśród ukraińskich szachistów.